# Isshikia
Isshikia is een geslacht van kevers uit de familie bladkevers (Chrysomelidae).
De wetenschappelijke naam van het geslacht werd in 1961 gepubliceerd door Chûjô.

## Soorten
- Isshikia asahinai (Chujo, 1962)
- Isshikia isshikii (Chujo, 1961)